# Serie A 1983 (Ecuador)
La Serie A 1983 è stata la 25ª edizione della massima serie del campionato di calcio dell'Ecuador, ed è stata vinta dall'El Nacional, giunto al suo settimo titolo.

## Formula
La formula del torneo subisce un ulteriore mutamento: il campionato viene allargato a 14 partecipanti, che disputano la prima fase in un girone all'italiana; i primi tre classificati ricevono dei punti bonus per la fase finale (2 per il primo classificato, 1 per il secondo e 0 per il terzo). Nella seconda fase le squadre divengono 8; le prime tre si qualificano alla fase finale con la stessa modalità della prima fase. La fase finale è costituita da un girone da 6 formazioni.

## Prima fase
|  | Pos. | Squadra              | Pt | G  | V  | N | P  | GF | GS | DR  |
|  | ---- | -------------------- | -- | -- | -- | - | -- | -- | -- | --- |
|  | 1.   | El Nacional          | 36 | 26 | 17 | 2 | 7  | 62 | 25 | +37 |
|  | 2.   | Nueve de Octubre     | 33 | 26 | 15 | 3 | 8  | 43 | 34 | +9  |
|  | 2.   | LDU Portoviejo       | 31 | 26 | 13 | 5 | 8  | 45 | 34 | +11 |
|  | 4.   | Barcelona SC         | 30 | 26 | 13 | 4 | 9  | 34 | 24 | +10 |
|  | 5.   | Manta Sport          | 29 | 26 | 13 | 3 | 10 | 41 | 39 | +2  |
|  | 5.   | LDU Quito            | 27 | 26 | 10 | 7 | 9  | 48 | 34 | +14 |
|  | 5.   | Téc. Universitario   | 27 | 26 | 13 | 1 | 12 | 40 | 36 | +4  |
|  | 8.   | Emelec               | 26 | 26 | 9  | 8 | 9  | 30 | 32 | -2  |
|  | 9.   | Universidad Católica | 25 | 26 | 9  | 7 | 10 | 31 | 31 | 0   |
|  | 10.  | Aucas                | 24 | 26 | 9  | 6 | 11 | 38 | 44 | -6  |
|  | 11.  | Deportivo Quito      | 22 | 26 | 7  | 8 | 11 | 31 | 48 | -17 |
|  | 12.  | Deportivo Quevedo    | 21 | 26 | 7  | 7 | 12 | 22 | 30 | -8  |
|  | 13.  | América de Quito     | 20 | 26 | 8  | 4 | 14 | 32 | 44 | -12 |
|  | 14.  | Everest              | 13 | 26 | 4  | 5 | 17 | 25 | 67 | -42 |

El Nacional 2 punti bonus; 9 de Octubre 2; LDU Portoviejo 1.

## Seconda fase
|  | Pos. | Squadra            | Pt | G  | V | N | P | GF | GS | DR  |
|  | ---- | ------------------ | -- | -- | - | - | - | -- | -- | --- |
|  | 1.   | Barcelona SC       | 18 | 14 | 8 | 2 | 4 | 23 | 11 | +12 |
|  | 2.   | El Nacional        | 16 | 14 | 7 | 2 | 5 | 17 | 12 | +5  |
|  | 3.   | Téc. Universitario | 15 | 14 | 7 | 1 | 6 | 24 | 23 | +1  |
|  | 4.   | Manta Sport        | 14 | 14 | 5 | 4 | 5 | 19 | 18 | +1  |
|  | 4.   | LDU Quito          | 14 | 14 | 5 | 4 | 5 | 16 | 17 | -1  |
|  | 4.   | LDU Portoviejo     | 14 | 14 | 6 | 2 | 6 | 18 | 25 | -7  |
|  | 7.   | Nueve de Octubre   | 12 | 14 | 4 | 4 | 6 | 19 | 23 | -4  |
|  | 8.   | Emelec             | 9  | 14 | 2 | 5 | 7 | 20 | 27 | -7  |

Barcelona 2 punti bonus; El Nacional 1; LDU Portoviejo 1. Manta qualificato alla fase finale per miglior punteggio complessivo.

## Fase finale

### Girone per la retrocessione
|  | Pos. | Squadra              | Pt | G  | V | N | P | GF | GS | DR |
|  | ---- | -------------------- | -- | -- | - | - | - | -- | -- | -- |
|  | 1.   | Deportivo Quito      | 14 | 10 | 5 | 4 | 1 | 14 | 8  | +6 |
|  | 2.   | Universidad Católica | 13 | 10 | 5 | 3 | 2 | 12 | 9  | +3 |
|  | 3.   | Aucas                | 10 | 10 | 3 | 4 | 3 | 16 | 12 | -4 |
|  | 4.   | América de Quito     | 9  | 10 | 3 | 3 | 4 | 13 | 13 | 0  |
|  | 5.   | Deportivo Quevedo    | 7  | 10 | 3 | 1 | 6 | 10 | 16 | -6 |
|  | 5.   | Everest              | 7  | 10 | 2 | 3 | 5 | 6  | 13 | -7 |

### Girone per il titolo
Punti bonus: El Nacional 3, Barcelona 2, 9 de Octubre 1, LDU Portoviejo 0, Técnico Universitario 0, Manta 0.

|                    | Pos. | Squadra            | Pt | G  | V | N | P | GF | GS | DR  |
| ------------------ | ---- | ------------------ | -- | -- | - | - | - | -- | -- | --- |
| Ecuador (bandiera) | 1.   | El Nacional        | 15 | 10 | 5 | 2 | 3 | 21 | 13 | +8  |
|                    | 1.   | Nueve de Octubre   | 13 | 10 | 5 | 2 | 3 | 14 | 14 | 0   |
|                    | 3.   | Barcelona SC       | 12 | 10 | 4 | 2 | 4 | 18 | 16 | +2  |
|                    | 4.   | LDU Portoviejo     | 10 | 10 | 5 | 0 | 5 | 16 | 13 | +3  |
|                    | 4.   | Téc. Universitario | 10 | 10 | 5 | 0 | 5 | 20 | 23 | -3  |
|                    | 6.   | Manta Sport        | 6  | 10 | 1 | 4 | 5 | 15 | 25 | -10 |

## Verdetti
- El Nacional campione nazionale
- El Nacional e 9 de Octubre in Coppa Libertadores 1984
- Everest retrocesso.

## Classifica marcatori
| Gol |  |  | Giocatore              | Squadra            |
| --- |  |  | ---------------------- | ------------------ |
| 29  |  |  | Paulo César            | Barcelona SC       |
| 23  |  |  | Alcides                | LDU Quito          |
| 21  |  |  | Geovanny Mera          | Téc. Universitario |
| 21  |  |  | Freddy Maneiro         | Téc. Universitario |
| 21  |  |  | Sergio Antonio Saucedo | Deportivo Quito    |
| 19  |  |  | Roque Valencia         | Manta Sport        |
| 17  |  |  | Fabián Paz y Miño      | El Nacional        |
| 17  |  |  | Víctor Bonilla         | Nueve de Octubre   |
| 17  |  |  | Paulo Damasco          | LDU Portoviejo     |
| 15  |  |  | Mariano Biondi         | LDU Portoviejo     |
| 15  |  |  | Eduardo Muñoz          | América de Quito   |
| 14  |  |  | José Villafuerte       | El Nacional        |
| 14  |  |  | Ermen Benítez          | El Nacional        |
| 14  |  |  | Jesús Cárdenas         | Emelec             |
| 14  |  |  | Osni                   | Nueve de Octubre   |